# Batalla de Juanambú
La batalla de Juanambú fue un enfrentamiento armado entre las tropas patriotas de Cundinamarca  y las Provincias Unidas de la Nueva Granada al mando del teniente general Antonio Nariño y las tropas realistas asentadas en la ciudad de San Juan de Pasto y que eran comandadas por el mariscal de campo Melchor Aymerich. Tuvo lugar del 12 al 28 de abril de 1814 como parte de la campaña de Nariño en el sur, episodio de la guerra de Independencia de Colombia: La batalla de Juanambú terminó en la victoria de las tropas patriotas y liberó el camino que conducía a San Juan de Pasto.

## Antecedentes
Después de las derrotas en el Alto Palacé y Calibío frente a los patriotas cerca a Popayán, y la desastrosa retirada del ejército realista a Pasto, desde Quito el gobernador y teniente general Toribio Montes ordenó el relevo del brigadier Juan de Sámano como comandante del ejército realista, reemplazándolo por el Mariscal de Campo Melchor Aymerich. Al llegar a Pasto el mariscal Aymerich se dedicó a reorganizar las fuerzas españolas. Él se preparó para contrarrestar el avance de Nariño hacia el sur a la altura del río Juanambú, donde trabajó con el teniente coronel de ingenieros Miguel María de Atero para fortificar el paso del río, creando unas trincheras bien organizadas, para resistir a los patriotas. La actuación del nuevo comandante español fue acertada, puesto que logró levantar la moral, que estaba decaída por la derrotas que habían sufrido y por la huida de Sámano a través de 250 kilómetros y porque, al fortificar el paso del Juanambú, estableció una línea defensiva de primer orden muy difícil de franquear y cuyo paso podía costar muchas vidas. Además logró levantar a su favor las guerrillas patianas, que hostigaron tremendamente a las tropas patriotas.
El ejército patriota también se reorganizó durante su estadía en Popayán después de las victorias en el Alto Palacé y Calibío. El teniente general Antonio Nariño decidió nombrar al coronel José María Cabal como jefe de Estado Mayor del ejército, dejando al brigadier José Ramón de Leyva como encargado de gobernar Popayán mientras Nariño y el ejército continuaban la campaña. 
El 22 de marzo de 1814, el general Nariño y su segundo el coronel Cabal, con unos 1.500 tropas y 7 piezas de artillería conducidas por una compañía de zapadores, todos negros libertos que comandaba el capitán Estíevez, iniciaron su marcha en dirección a Pasto.  Al iniciarse la marcha Nariño tomó la decisión de dividir su ejército en dos fracciones, que debían reunirse en la población de Mercaderes. La primera sería una pequeña división por Almaguer, que tomaría la vía llamada "de los pueblos", que, dejando a su derecha el valle del Patía, sigue las estribaciones de la Cordillera Central para descender al pueblo de Mercaderes. Mientras que el grueso del ejército, precedido por algunas pequeñas unidades de observación, tomaría el camino real que conduce de Popayán a Pasto. La marcha del ejército patriota fue dura, al entrar al Valle de Patía empezaron sufrir por las inclemencias del clima y también se vieron hostigados por las guerrillas realistas. Las tropas patriotas pasaron el puente sobre el río Mayo, se internaron luego en la montaña de Berruecos y acamparon cerca al Juanambú, en donde permanecieron dos días, para luego continuar hasta la orilla del río, a donde llegaron el 14 de abril, después de 23 días de marcha desde Popayán. 
Al conocer la noticia de la marcha de Nariño, el mariscal Aymerich marchó con su ejército, compuesto por unos 1.228 (57 oficiales y 1.171 soldados) hombres y estableció su campamento en Matajaboy, sitio inmediato al río Juanaumbú, y el más apropiado para apoyar cualquiera de los puntos que el enemigo intentase forzar.

## Desarrollo

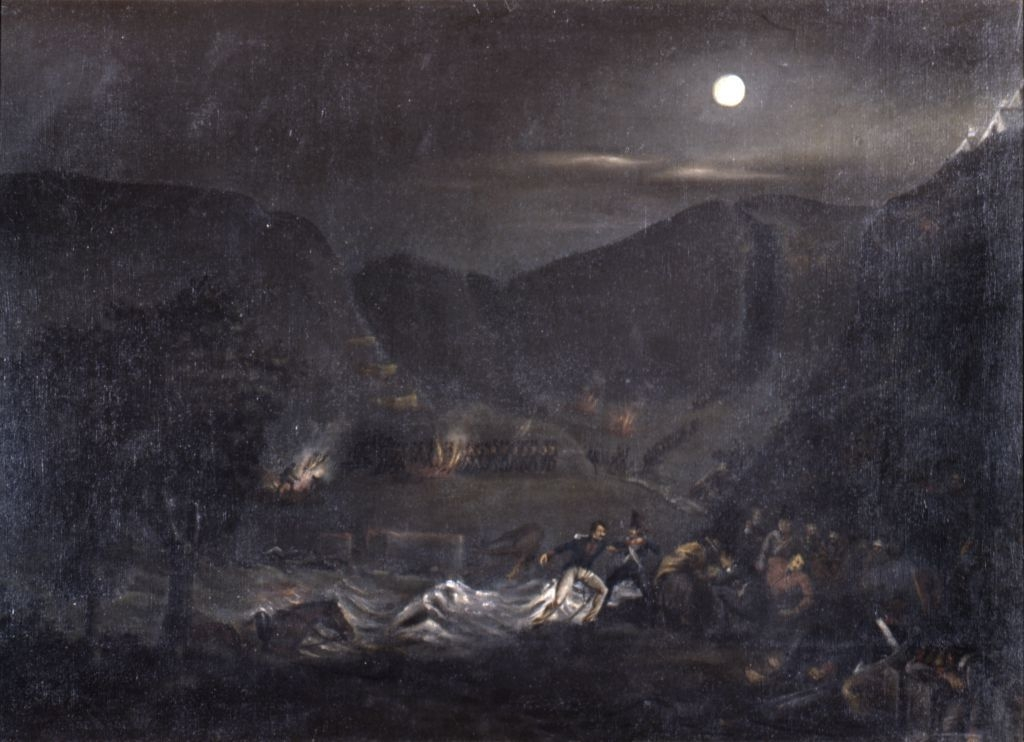
Otra pintura de la batalla por José María Espinosa.

El viaje de Nariño se hizo difícil debido al terreno difícil y a los constantes ataques de guerrillas provenientes de la provincia de Popayán y el Patía, en tanto las tropas de Nariño llegan al río Juanambú el 12 de abril. Los enfrentamientos con los realistas se extendieron por dos semanas, hasta la apertura definitiva del camino a Pasto el 28 de abril. No obstante, sólo dos días después se empezó la marcha debido al retraso de las tropas al cuzar el río por medio de tarabitas.

## Consecuencias
La victoria patriota abrió la ruta a Pasto y permitió la continuación de la campaña de Antonio Nariño y los independentistas en las cercanías de la ciudad, aunque en clara desventaja estratégica. 